# Eocene (singolo)
Eocene è un singolo del gruppo musicale tedesco The Ocean, pubblicato il 17 novembre 2021 come terzo estratto dal primo album dal vivo Phanerozoic Live.

## Descrizione
Si tratta di una versione dal vivo dell'omonimo brano originariamente tratto da Phanerozoic II: Mesozoic / Cenozoic, tra i più corti e melodici mai registrati dal gruppo, ed è stato eseguito in occasione dell'evento online Roadburn Redux, durante il quale il gruppo ha eseguito tutto l'album per la prima volta dal vivo.

## Tracce
Testi e musiche di Robin Staps.
1. Eocene (Live at Roadburn Redux) – 4:06

## Formazione
Hanno partecipato alle registrazioni, secondo le note di copertina di Phanerozoic Live:
Gruppo
- Loïc Rossetti – voce
- Paul Seidel – batteria, voce
- Peter Voigtmann – tastiera, percussioni
- Mattias Hägerstrand – basso
- David Ahfeldt – chitarra
- Robin Staps – chitarra, voce

Produzione
- Chris Edrich – registrazione, missaggio audio
- Pierrick Noel – mastering